# Liste der Monuments historiques in Treix
Die Liste der Monuments historiques in Treix führt die Monuments historiques in der französischen Gemeinde Treix auf.

## Liste der Objekte
| Bezeichnung               | Beschreibung                          | Standort                                          | Kennzeichnung | Schutzstatus | Datum | Bild |
| ------------------------- | ------------------------------------- | ------------------------------------------------- | ------------- | ------------ | ----- | ---- |
| Triumphbalken             | Schmiedeeisen, 18. Jahrhundert        | in der Kirche Notre-Dame-en-son-Assomption (Lage) | PM52001182    | Classé       | 1942  |      |
| Skulptur Madonna mit Kind | Holz, farbig gefasst, 18. Jahrhundert | in der Kirche Notre-Dame-en-son-Assomption (Lage) | PM52001183    | Classé       | 1965  |      |